# Raja Krishnamoorthi
Subramanian Raja Krishnamoorthi es un político y empresario estadounidense nacido en India, que se desempeña como miembro de la Cámara de Representantes por el 8.º distrito congresional de Illinois desde 2017. Fue elegido para suceder a Tammy Duckworth, quien dejó el escaño para postularse para el Senado de los Estados Unidos. Krishnamoorthi es miembro del Partido Demócrata y es miembro del Comité de Supervisión de la Cámara y del Comité Selecto Permanente de Inteligencia de la Cámara. También es presidente del Subcomité de Supervisión de Políticas Económicas y del Consumidor y se desempeña como asistente..

## Vida personal
La esposa de Krishnamoorthi, Priya, es médica. Viven en Schaumburg, Illinois, con sus tres hijos.
En enero de 2017, Krishnamoorthi, un fanático de los Cachorros de Chicago de toda la vida, y su hijo mayor asistieron a la conmemoración oficial de los Cachorros en la Casa Blanca de su victoria en la Serie Mundial.